# 2805 Каллє
2805 Каллє (2805 Kalle) — астероїд головного поясу, відкритий 15 жовтня 1941 року.
Тіссеранів параметр щодо Юпітера — 3,345.